# Карантинна вулиця (Одеса)
Карантинна вулиця — невелика вулиця в Одесі, який починається від вулицею Святослава Караванського і закінчується перетином із Троїцькою вулицею.

## Опис
Вулиця пролягає правим схилом Карантинної балки, що бере свій початок в районі Куликового поля і веде до Карантинної гавані порту, закінчуючись на Митній площі. На схилах балки селилися переважно поляки, які розбудовували великі будинки із хлібними магазинами. Із часом балка була розділена на два струмки — лівий Польський і правий — Карантинний, із відповідними узвозами: Польський і Карантинний (тепер Деволанівський). Паралельно схилам балки були також збудовані вулиці із аналогічними назвами: Польська вздовж лівого схилу і Карантинна — вздовж правого. Свою назву вулиця, як і уся балка, дістала від Карантинної фортеці, що знаходилася неподалік, на території сучасного парку Шевченка.

## Історія
Вулиця виникла у 1828 році і початково пролягала від Карантинного узвозу до Троїцької вулиці, перериваючись кварталами між Поштовою і Поліцейською. Паралельно вулицю також наливали Карантинним провулком. У 1881 році вулиця змінила свої назву на Лєвашовська, в честь Одеського градоначальника Володимира Лєвашова.
Із приходом комуністів назву вулиці змінили на Лизогуба (у 1927 році), в честь відомого народовольця Дмитра Лизогуба, похованого неподалік, на Карантинному кладовищі.
У 1987 році частину вулиці від Карантинного узвозу і до перетину із вул. Ніни Строкатої було названо на честь російського радянського письменника Юрія Олеши, а згодом перейменовано на вул. Віталія Боровика, на честь українського публіциста Віталія Боровика. Решта вулиця зберігала назву Лизогуба до 1994 року, коли їй було повернено історичну назву.